# Югославия на зимних Олимпийских играх 1992
Югославия принимала участие в Зимних Олимпийских играх 1992 года в Альбервиле (Франция) в четырнадцатый раз за свою историю, но не завоевала ни одной медали. В составе команды выступили спортсмены-представители Боснии и Герцеговины, Македонии, Сербии и Черногории. Словения и Хорватия впервые выступили отдельными командами, также не завоевав медалей.